# Ritratto di Francesco Maria Bruntino
Il Ritratto di Francesco Maria Bruntino  è un dipinto olio su tela di Vittore Ghislandi detto Fra Galgario, realizzato nel 1737 circa e conservato nella Accademia Carrara di Bergamo.

## Storia
Il dipinto era di proprietà della famiglia Bruntino per commissione diretta del 1737 passando poi nel 1756 a Domenico Ragazzoni per eredità. Fu acquistato da Giacomo Carrara e all'Accademia Carrara per legato del 1796. Fu Guglielmo Lochis ad acquistare la tela all'asta nel 1858 lasciando per legato alla pinacoteca dell'Accademia bergamasca.

Il dipinto fu descritto da Francesco Tassi nel 1797 di proprietà indicando che l'artista l'aveva completamente ridipinto:
(Francesco Maria Tassi)

L'opera viene citata anche dal Bruntino stesso nel suo testamento dell'8 maggio 1752 indicandolo come suo ritratto eseguito da Vittore Ghilardi frate francescano e destinato al conte Giovanni Domenico Regazzoni. Sarà il critico Carlo Borsetti nel 1796 a esaltarne l'opera: 
(Carlo Borsetti - 1796)
Il Bruntino risulta che fosse un personaggio di poca cultura, sapeva leggere pure «a mala pena», ma che era innamorato dell'arte sia della letteratura che della pittura come potevano esserlo solo le persone di un certo ceto sociale e della nobiltà. Dedicò quindi la sua vita alla ricerca di opere d'arte e incisioni di un certo valore artistico tanto da spendere tutte le sue riserve monetarie vivendo quindi da miserabile ma felice delle opere che aveva raccolto, e il Ghilardi lo raffigura così, sicuramente in abiti signorili ma fiero dei suoi libri. La sua conoscenza non passò certo inosservata dalla cultura cittadina e in questo modo lo conobbe anche l'artista che ne fece il ritratto senza averne la commissione, anzi lo dedica a un amico chiamandolo “a Studente”.
Nel 2024 il dipinto è stato oggetto di un importante restauro su progetto della Fondazione Credito Bergamasco con altri due dipinti di cui uno di Giovan Battista Moroni un ulteriore ritratto sempre del Ghislandi.
Il dipinto è stato oggetto di attento restauro a carico della Fondazione Credito Bergamasco dalla restauratrice e studiosa Delfina Fagnani nel 2024 venendo poi esposto nella galleria del palazzo Creberg di Bergamo.

## Descrizione
La tela raffigura un uomo di un'eta adulta a due terzi di figura, come era solito il Ghislandi, leggermente rivolto a destra. Il soggetto non porta copricapo e una casacca rossa legata da una fascia nera che copre una camicia bianca aperta sul coppo da dove è visibile parte del petto dell'uomo. La mano destra è posta sul fianco mentre la sinistra appoggia il gomito su alcuni testi. Sempre sul lato sinistro in secondo piano, sopra un blocco marmoreo vi sono altri libri sopra i quali vi è poggiata una maschera. La scritta in corsivo è posta sul blocco di marmo: 

Fra Galgario lo raffigurò negli abiti che era solito portare coni capelli scomposti e un poco di barba, Scriverà il Tassi: 
(Francesco Tassi - Vite de' pittori, scultori e architetti bergamaschi)
Il dipinto è stato eseguito da Fra Galgario in età senile quando aveva scelto, forse per problemi fisici, di abbandonare l'uso del pennello e realizzare le pitture solo con le dita.
Il restauro eseguito nel 1991 ha evidenziato che l'artista ha completamente ridipinto l'opera successivamente alla prima realizzazione con la stratificazione di pigmenti cosa non certo comune per lui. Lo studio dell'opera ha evidenziato che forse Fra Galgario ha usato non tanto le dita, come solo le nocche, forse conseguente di una già precedente stesura della pittura che rendeva particolarmente duro il dipingere. Secondo Giovanni Testori, vi fu alla fine della sua vita, la ricerca di avere un maggior approccio, contatto con la materia e una ricerca sensuale della realtà che l'età, i dolori e la poca vista, il pennello non potevano più dargli, contrariamente il contatto diretto con la materia e la tela portavano l'artista a uniformarsi con l'opera stessa.